# 砂拉越州立圖書館
砂拉越州立圖書館位於马来西亚砂拉越州古晋省古晋县古晉柏特拉再也，是砂拉越的州立圖書館。

## 簡介
圖書館於2000年啓用。圖書館的首席執行官為哈賈·拉希達·哈吉·波哈桑（Hajah Rashidah Haji Bolhassan），而圖書館管理委員會主席則為哈吉·哈米德·布戈（Haji Hamid Bugo）。

## 建築
圖書館位於一個公園内，鄰近柏特拉再也州立清真寺與叫拜樓花園。圖書館内有一個湖，並設有公共表演及展覽區、遊樂場、野餐區、行車路、行人路、單車徑等設施，旁有樹木、灌木和花園。

## 服務
圖書館提供參考服務、社區參與服務和技術服務等圖書館服務，並行使紀錄管理、檔案管理、檔案和特藏文獻法定送存及參考服務等州立資料庫機能。
圖書館也同時是砂拉越州内36所由马来西亚国家图书馆資助建立的鄉村圖書館的管理者、監督者和主要營運者。

## 活動
圖書館定期舉行不同的活動與展覽，例如布卡魯兒童文學節（Bookaroo Children's Literature Festival）、知識2015（Knowledge 2015）、知識營（Knowledge Camp）、創客會（Makersmeet）、閱讀種子（Reading Seed）、PANdei：知識（PANDei: Knowledge）、更好的未來的關鍵（The Key to A Better Tomorrow）等。

## 開放時間
圖書館每逢星期一至星期五上午10時至下午7時、星期六及星期日上午9時至下午6時開放，惟於公眾假期閉館。